# TIRAP
TIRAP (англ. TIR domain containing adaptor protein) – білок, який кодується однойменним геном, розташованим у людей на 11-й хромосомі. Довжина поліпептидного ланцюга білка становить 221 амінокислот, а молекулярна маса — 23 883.
| 10         |  | 20         |  | 30         |  | 40         |  | 50         |
| ---------- |  | ---------- |  | ---------- |  | ---------- |  | ---------- |
| MASSTSLPAP |  | GSRPKKPLGK |  | MADWFRQTLL |  | KKPKKRPNSP |  | ESTSSDASQP |
| TSQDSPLPPS |  | LSSVTSPSLP |  | PTHASDSGSS |  | RWSKDYDVCV |  | CHSEEDLVAA |
| QDLVSYLEGS |  | TASLRCFLQL |  | RDATPGGAIV |  | SELCQALSSS |  | HCRVLLITPG |
| FLQDPWCKYQ |  | MLQALTEAPG |  | AEGCTIPLLS |  | GLSRAAYPPE |  | LRFMYYVDGR |
| GPDGGFRQVK |  | EAVMRYLQTL |  | S          |  |            |  |            |

A: Аланін

C: Цистеїн

D: Аспарагінова кислота

E: Глутамінова кислота

F: Фенілаланін

G: Гліцин

H: Гістидин

I: Ізолейцин

K: Лізин

L: Лейцин

M: Метіонін

N: Аспарагін

P: Пролін

Q: Глутамін

R: Аргінін

S: Серин

T: Треонін

V: Валін

W: Триптофан

Кодований геном білок за функцією належить до фосфопротеїнів. Задіяний у таких біологічних процесах, як імунітет, вроджений імунітет, запальна відповідь, альтернативний сплайсинг. Локалізований у клітинній мембрані, цитоплазмі, мембрані.